# LokalBrugsen
LokalBrugsen var en butikskæde, der omfattede de mindste butikker i Coop Danmark-familien. Butikskæden eksisterede fra 1995 til 2019, da de sidste LokalBrugser overgik til at blive Dagli'Brugsen-butikker.

## Historie
Kæden, der blev dannet i 1995, bestod til sidst af godt 20 nærbutikker, der hovedsageligt var placeret i mindre byer samt i udkanten af de større byer. Butikkernes sortiment var begrænset sammenlignet med de større brugser. Butikkerne havde typisk åbent alle ugens dage. Nogle af butikkerne var ejet af Coop, mens andre var selvstændige brugsforeninger.
I 2016 lancerede Coop at nyt koncept ved at omdanne butikker i hovedstadsområdet til Brugsen-butikker.
I september 2019 blev de resterende 26 LokalBrugser i Danmark omdannet til Dagli'Brugser. Coop tog beslutningen, efter at LokalBrugsen de seneste fem år havde måttet lukke mere end halvdelen af deres butikker.